# Russell Shoatz
Russell Shoatz, també conegut com a «Maroon», (Filadèlfia, 23 d'agost de 1943 - ?, 17 de desembre de 2021) va ser un activista polític i escriptor estatunidenc afroamericà, membre fundador del Consell d'Unitat Negra, així com militant del Partit Pantera Negra i soldat de l'Exèrcit d'Alliberament Negre. El 1970 va ser condemnat per l'assassinat d'un agent de policia a Pennsilvània.

## Empresonament
El 1970 va ser acusat de l'assassinat d'un agent de policia a Pennsilvània i condemnat a presó perpètua sense possibilitat de llibertat condicional. El 14 de setembre de 1977, després de ser traslladat a la Institució Correccional Estatal de Huntingdon, a Pennsilvània, va decidir escapar amb diversos interns més. Després de sotmetre a quatre guàrdies deixant-los lligats en una cel·la buida, van utilitzar una de les seves claus per pujar al terrat, van llançar una manta sobre la tanca de filferro espinat i, després, s'hi van enfilar per a poder escapar. Després d'estar unes hores amagat en un soterrani proper a la presó, va escapar cap a les Muntanyes Allegheny per a intentar arribar al llac Raystown, punt de trobada amb la resta de fugitius. Després de 27 dies d'escapada va ser detingut en un control de carretera després d'intentar robar un cotxe per tercera vegada.
El 20 de febrer de 2014 va poder tornar amb la resta de presidiaris després que fos retingut en aïllament durant més de 22 anys consecutius, 21 anys i 50 setmanes més del que Nacions Unides considera tortura.
L'última desestimació del recurs del seu advocat per a sortir del règim d'aïllament forçós va posar de relleu el fonament de la polèmica: «En l'atmosfera volàtil d'una presó, un reclús pot constituir fàcilment una amenaça inacceptable per a la seguretat dels altres presos i guàrdies encara que ell mateix no hagi comès cap mala conducta; rumors, reputació i factors encara més imponderables poden ser suficients per provocar incidents potencialment desastrosos. El judici dels funcionaris penitenciaris en aquest context, com el dels que prenen decisions sobre llibertat condicional, es basa principalment en avaluacions purament subjectives i en prediccions de comportament futur».
El 26 d'octubre de 2021 va rebre l'alliberament compassiu, després de patir un càncer colorectal avançat. Va morir menys de dos mesos després, el 17 de desembre, als 78 anys.

## Obres
- Liberation or Gangsterism: Freedom or Slavery[6]
- Maroon the Implacable: The Collected Writings of Russell Maroon Shoatz[7]
- The Dragon and the Hydra: A Historical Study of Organizational Method